# هرم سارا (شبخوسلات)
هرم سارا (بالفارسية: حرمسرا) هي منطقة سكنية تقع في إيران في غيلان.